# ويليام إل. كولتر
ويليام إل. كولتر (بالإنجليزية: William L. Coulter)‏ هو مهندس معماري أمريكي، ولد في 1865، وتوفي في 1907.